# Ani fatidici
The Deadly Years este un episod din sezonul al II-lea al Star Trek: Seria originală care a avut premiera la 8 decembrie 1967.

## Prezentare
Radiații ciudate provoacă echipajului de comandă al navei Enterprise efecte ale îmbătrânirii rapide.

## Continuare
Fanii au creat o continuare a acestui episod, "To Serve All My Days" , episod din Star Trek: New Voyages. Scenariul a fost scris de D. C. Fontana și Walter Koenig este Chekov care suferă de o îmbătrânire rapidă.